# Gurania rhizantha
Gurania rhizantha là một loài thực vật có hoa trong họ Cucurbitaceae. Loài này được (Poepp. & Endl.) C.Jeffrey mô tả khoa học đầu tiên năm 1978.